# Amelia Dyer
 (février 2017).
Si vous disposez d'ouvrages ou d'articles de référence ou si vous connaissez des sites web de qualité traitant du thème abordé ici, merci de compléter l'article en donnant les références utiles à sa vérifiabilité et en les liant à la section « Notes et références ».
Pour les articles homonymes, voir Dyer.
Amelia Elizabeth Dyer (née Hobley), aussi surnommée l'Ogresse de Reading ou l'Ogresse victorienne, née en 1838 et morte le 10 juin 1896, était une « fermière de bébés » (nourrice) connue pour ses meurtres. Elle étranglait ses jeunes victimes et leur laissait une trace blanche sur le cou. Elle aurait étranglé entre 200 et 400 bébés. Arrêtée le 3 avril 1896, son jugement eut lieu du 21 au 22 mai 1896. Elle fut pendue le 10 juin 1896.

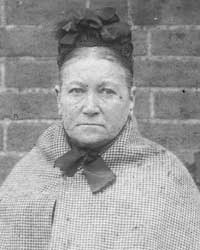
Amelia Dyer lors de son arrestation.